# Атаме
Атаме е пречистен и осветен церемониален нож с черна дръжка(кама), който рядко се е използвал за рязане в материалния смисъл. Ножът се е използвал в церемониалната магия (например за очертаване на магически кръг) и много от старите религии като Уика, паганизъм и др. Първоначалната му форма е била на меч, но по времето на гоненията на вещиците е била променена до размерите на обикновен кухненски нож, защото в този си вид не будел подозрения у гонителите. По онова време мечове са имали само благородниците и е изглеждало подозрително меч да имат обикновените селяни. Произходът на думата не е изяснен. Спорно е дори произношението – атаме, атамея, атамей, артамей и др.
Както се вижда от снимката, атамето е ритуален кинжал, в нашия случай, с черна метална ръкохватка. Острието се изработва обикновено от стомана или от желязо, двуостро с дължина към 12-15 см, може да бъде намагнетизирано или не. Ръкохватката най-често се прави от дърво, но има и варианти на изработка от рога на животни, злато, сребро, някакъв метал (както е на снимката). На острието и на ръкохватката може да се нанасят разнообразни магически символи или вещерското име на притежателя, може и някой вещерски девиз да се изтипоса.
От каквото и да е изработена ръкохватката, тя трябва да е достатъчно голяма, за да не се налага пипане на острието с ръка. Атамето се използва единствено за ритуални цели, например за направление на енергия, за начертаване на магически кръг, в който вещерите/ вещиците изпълняват ритуал, за освещаване на вино и прочее.
Приема се, че силата на атамето се увеличава с всяко следващо негово използване. Но и не бива да се забравя, че главното в един ритуал не е ритуалът, нито са предметите. Вещерът/вещицата (респ. занимаващите се с магия) са тези, които превръщат обикновения предмет в предмет с друго предназначение. Стандартно – атамето, това сме ние.
В повечето магически традиции атамето се асоциира с огъня и само понякога – с въздуха. Във вещерството се асоциира с мъжкото начало, с Бога. Според някои магически учения атамето може да се замени от меч.
Както всеки магически инструмент, атамето също трябва да бъде очистен, преди да се използва. Във вещерската традиция атамето никога не се използва за рязане на каквото и да било, освен по изключение на някаква ритуална храна или рязане на билки за лечебни цели.
Изборът на атаме си зависи изцяло от самите вещер/ вещица, от техните чувства, каквото си харесат, каквото стои най-добре на усет в ръката. Може да се поръча да се изработи, но такива поръчки могат да се окажат скъпо начинание. Напълно е допустимо да се купи (включително от най-обикновен оръжеен магазин), а може при творческа нагласа да се пренаправи лично някой кинжал на атаме. Само че при едно такова изпълнение, при което се преобръща кинжал на атаме, поне аз съм много против някой сувенир да се нарочи за атаме и да се ползва. Въпрос на достойнство.
Ето един вещерски ритуал за освещаване на атаме. Изпълнява се сред природата.
Забива се атамето до дръжката в земята. Хваща се с две ръце за дръжката (колкото може), посвещава се на Луната и се изважда. Може при желание (колкото за церемониалност) да се каже (преди това се осигурява огън, примерно свещ, и вода, може и да е река, море, може да е в ритуална чаша):
„Аз те освещавам чрез Земята“ – прекарва се острието по земята.
„Аз те освещавам чрез Огън“ – прекарва се острието през пламъка на огъня.
„Аз те освещавам чрез Въздух“ – прекарва се острието през дим.
„Аз те освещавам чрез Вода“ – потапя се отстрието във вода.
„Аз те наричам .....“ – това е по желание, но името на атамето, ако му се даде такова, се пази в пълна тайна и не се казва на никого при никакви обстоятелства.
Така се изработва връзка между вещера/вещицата и атамето.